# Моніка Реєс
Моніка Джульєтта Реєс (англ. Monica Julieta Reyes; нар. 13 березня 1968) — героїня фантастичної франшизи, яка ґрунтується навколо телесеріалу «Цілком таємно». Роль виконала Еннабет Ґіш. Реєс — спеціальна агентка ФБР. Народилася і виросла в Мехіко. Вивчала фольклор і міфологію в Браунському університеті і отримала ступінь магістра в галузі релігієзнавства. Її першим завданням у ФБР було розслідування сатанинських ритуалів. Реєс є давньою подругою Джона Доггетта і стала його партнеркою після від'їзду Дейни Скаллі. Не з'являлася в жодному із фільмів за мотивами серіалу.

## Біографія
| Піноккіо | Це незавершена стаття про літературного персонажа. Ви можете допомогти проєкту, виправивши або дописавши її. |